# Etchoropo
Etchoropo är en ort i Mexiko.   Den ligger i kommunen Huatabampo och delstaten Sonora, i den västra delen av landet, 1 400 km nordväst om huvudstaden Mexico City. Etchoropo ligger 9 meter över havet och antalet invånare är 4 360.
Terrängen runt Etchoropo är mycket platt. Runt Etchoropo är det ganska tätbefolkat, med 67 invånare per kvadratkilometer. Närmaste större samhälle är Huatabampo, 7,6 km nordost om Etchoropo. Trakten runt Etchoropo består till största delen av jordbruksmark.